# 李毓芬 (光緒進士)
李毓芬（1866年—？年），字少如。福建省福州府侯官縣（今屬福州市閩侯縣）人，晚清政治人物。

## 經歷
光緒十一年（1885年）乙酉鄉試舉人。
光緒十六年（1890年）庚寅恩科第二甲第一百八名進士出身。同年五月，著主事，分部学习，籤分戶部。
二十八年（1902年），因八國聯軍期間留在京師辦事出力，三月獲得保舉加四品銜。
二十九年（1903年）閏五月，因督修清西陵大工辦事出力，保舉候補戶部員外郎，遇缺即補。
三十一年（1905年）二月，補戶部員外郎，充戶部山東司正主稿。十月，因惠陵工程出力，保舉候補知府，在任即選補。
三十二年（1906年），以戶部員外郎，充寶泉局監督。
三十三年（1907年），因經理銀庫出力，保加三品銜。六月，報捐得花翎。
三十四年（1908年）三月，擢升戶部郎中。七月，截取奉旨圈出照例以繁缺知府補用。
宣統元年（1909年），因監修菩陀峪定東陵工程出力，保舉加二品銜，充度支部筦榷司副司長、統計處總辦。京察評為一等，四月由吏部帶領引見。十一月，充度支部張家口稅務監督。
民國元年（1912年），續任北洋政府張家口居庸關等處稅務監督。